# Паутово (Белозерский район)
Паутово — деревня в Белозерском районе Вологодской области.
Входит в состав Гулинского сельского поселения, с точки зрения административно-территориального деления — в Гулинский сельсовет.
Расположена на берегу Буозера. Расстояние по автодороге до районного центра Белозерска составляет 46 км, до центра муниципального образования деревни Никоновская — 16 км. Ближайшие населённые пункты — Бакино, Буозеро, Горка-2.
Население по данным переписи 2002 года — 7 человек.